# TRS Tele Radio Sciacca
Tele Radio Sciacca, conosciuta anche come TRS, è stata un'emittente televisiva e radiofonica italiana con sede a Sciacca, in via Giovanni Amendola, 15.
Rimane attivo il sito web, fungendo da testata giornalistica online.

## Storia
Dopo circa un mese di prove tecniche mandando in onda un monoscopio a barre colorate con la base musicale di Ballade pour Adeline di Richard Clayderman ed in alcune serate il film L'infermiera con Ursula Andress, per iniziativa di un gruppo di giovani professionisti che avevano maturato già un'esperienza positiva nel settore radiofonico, con la denominazione Radio Sciacca Terme (poi TRS Radio), alle ore 20 di sabato 6 settembre 1980 nasce Tele Radio Sciacca trasmettendo in diretta l'inaugurazione degli studi.
Siciliamedia a tal proposito apostrofa così la nascita della costola televisiva di Tele Radio Sciacca:
Dunque le prime prove furono fatte dalla via Lido, tuttavia la prima sede ufficiale dell'emittente era sita in Via Raso, 27, per poi trasferirsi nel luglio 1989 nei nuovi e confortevoli studi in via Giovanni Amendola, 15. Francesco ("Ciccio") Fauci è fondatore dell'emittente televisiva insieme ad Alfredo Buonocore, che nei vari anni di programmazione sarà il curatore e l'editore delle varie rubriche. Lo stesso Buonocore condurrà nel 1980  "Musica per tutti i gusti" e successivamente anche "Due Amici al Bar", trasmissione in auge fino al 2016.
Nei primi anni di attività il palinsesto, oltre alle produzioni locali, era formato da film, telefilm, cartoni, telenovelas, spettacoli musicali e sportivi, giochi a premi. Il primo film mandato in onda sull'emittente, il 7 settembre 1980, fu Bolidi sull'asfalto; mentre fra i primi cartoni in onda ci è noto l'anime Temple e Tam Tam. I giochi a premi andarono in onda maggiormente tra il 1980 e il 1983: Caccia al barattolo,  Caro... sello, Lo Scippo, La Battaglia Navale, Giochiamo Insieme, Calciomania, I Rubasecondi, Televediamoci, Streep Quiz. Riguardo allo show Lo Scippo, condotto da Mimmo Gaetani, Giovanni Tagliavia (entrambi autori del programma) e Anna Levi Minzi, particolare è la sigla d'apertura piuttosto surreale e demenziale: due giovani uomini salgono in modo anche goffo e comico su un ciclomotore per compiere degli scippi, questi tentativi (compiuti uno nella zona portuale, l'altro vicino alla Chiesa di Sant'Agostino) però vanno a vuoto mettendo a fuoco l'imbecillità degli aggressori.
Dal 7 settembre 1980 va in onda il notiziario, chiamato allora TRS Notiziario, oggi TG TRS, supportato da una valida redazione giornalistica e da sempre il punto di forza del canale TV. L'informazione è il punto fermo dell'emittente, la quale è attenta alla vita politica, culturale, economica e sociale dell'hinterland saccense.
Nel 1981 TRS stipula una collaborazione televisiva con l'emittente Telesicilia di Palermo; da questo accordo il palinsesto si arricchisce dei programmi di diversi circuiti televisivi nazionali: Italia 1, Rete A, Euro TV e TeleAlto Milanese. Attraverso le teche e le testimonianze, veniamo alla conoscenza della messa in onda di Le Stelle di Stella e Playboy di Mezzanotte, entrambe appartenenti al circuito TeleAlto Milanese. Nel biennio 1985-1987 l'emittente saccense è affiliata col circuito Junior TV, avvalendosi di una programmazione dedicata ad un pubblico giovanile.
Tra le trasmissioni autoprodotte degli anni '80 hanno fatto storia due produzioni diventate cult delle tv locali saccensi: Freaks e Zona Rimozione; dal 1984, inoltre, la redazione è impegnata a fornire una diretta non-stop del Carnevale di Sciacca.
Negli anni '90 avviene la svolta editoriale, decidendo di puntare esclusivamente sull'auto-produzione ed eliminando dal proprio palinsesto, ordunque, film, telefilm, cartoni e telenovelas. Scelta che viene premiata con degli aumenti degli ascolti (secondo Tv Bank-Data Media, nella primavera del 1993 si è registrato un ascolto nel giorno medio di circa 90 000 telespettatori). Magazine televisivi musicali e di attualità con video musicali, inchieste, opinioni, news, che hanno lasciato un segno non solo nel panorama televisivo locale, ma anche sociale e culturale. Tra queste produzioni spiccano Canta 90 (programma comico con stile ancora grezzo e "di macchietta" ed articolato in esibizioni canore, Candid camera ed interviste a personaggi locali) e la trasmissione Argos (tuttora in trasmissione) che si occupa di territorio e ambiente ed ha riconosciuto elevato indici di ascolto e numerosi riconoscimenti in Sicilia.
Dal 1993 il montaggio dei servizi del notiziario e delle sue rubriche è affidato principalmente all'operatore di ripresa Maurizio Smecca.
Nel mese di febbraio del 2009 i dati Auditel piazzano TRS al 5º posto tra le tv siciliane (dopo Antenna Sicilia, TGS, Telecolor e TRM) con 93 731 contatti nel giorno medio e seguita da una fascia di persone che va dai 20 ai 44 anni, perlopiù donne.
Nel biennio 2012-2013 viene sospesa, a causa della temporanea cancellazione della festa, la consueta diretta del Carnevale cittadino. L'emittente nel 2012 manda in onda uno spettacolo tragicomico del duo comico "Ridi che ti Passa" sulla morte e sul funerale della maschera della città, il Peppe Nappa. Nel 2013 viene mandato uno spezzone sull'esibizione della passata edizione del Carnevale accompagnato dalla voce del cantante saccense Nanà e, sempre nello stesso anno, lo speciale Un Buon Non Carnevale che raccoglie le delusioni dei cittadini in seguito al mancato svolgimento della tradizione cittadina.
Fra il 2012 e il 2013 inoltre, parlando di calcio, oltre alle telecronache dello Sciacca Calcio, trasmette le partite dell'Atletico Ribera, che militava per la prima volta nella sua storia in Serie D. La telecronaca delle partite dei riberesi era di Mauro Piro (già radiocronista per TRS Radio).
Recentemente lo spazio per le tematiche giovanili è stato purtroppo trascurato dall'emittente, specie con l'arrivo degli anni 2000, tuttavia delle eccezioni alla regola possono essere il progetto On The Road, condotto da Francesca Arcabasso che, spalleggiata da un corpo di giovani aspiranti giornalisti e registi, racconta anche in tono ludico le problematiche (sociali, economiche, turistiche...) della cittadina e Alio (dal nome di un gioco del passato per bambini), condotto da Vincenzo Termine, che proponeva, tra l'altro, giochi d'animazione con le scolaresche di scuole elementari saccensi, la spiegazione di antichi giochi e la lettura di fiabe e favole varie. Sia On The Road che Alio sono andati in onda nel biennio 2015-2016.
Nel 2016 si ha, tra l'altro, la messa in onda di due importanti cortometraggi locali: il 27 gennaio un cortometraggio che ricorda la Shoah e poi a febbraio Pacenzia del regista Francesco La Rosa che racconta in modo agreste l'entroterra siciliano. Il primo, in particolare edito per TRS dal regista saccense Giuseppe Campo, si chiama Papà, Insegnami cos'è la Speranza e vede la partecipazione al progetto di Sergio Masieri che s'immedesima in un sopravvissuto all'Olocausto.
Nel 2020, da marzo circa a causa delle misure cautelative atte per fronteggiare la pandemia di COVID-19, la programmazione viene grandemente limitata: il palinsesto viene farcito di repliche degli show dell'anno precedente, fra cui svettano gli speciali sull'edizione precedente (e non) del Carnevale cittadino e la trasmissione d'approfondimento La Giostra. Tra gli show riproposti sono anche degni di nota: Sciacca Vista, andato in onda negli anni 2000 ed incentrata sulle bellezze architettoniche di Sciacca e poi Canta 90 e TRS Karaoke Tour, show di esibizione canora precedentemente andato in onda negli anni Novanta. Viene proposta anche la diretta della messa celebrativa dalla Basilica della Madonna del Soccorso (o Duomo), affinché i devoti possano perpetuare la fede religiosa nonostante la chiusura degli edifici religiosi.
Per quanto concerne il notiziario, questi si vede costretto, specialmente nella fase più acuta dell'epidemia (aprile-maggio 2020), talvolta ad essere meramente supportato da materiale audio o videoconferenziale e per giunta ridotto nel corpo giornalistico e nella sua effettiva durata.
In questo periodo, durante la programmazione delle sue trasmissioni viene riportato, nell'angolo destro dello schermo, lo striscione di solidarietà nero su scritte bianche "IO RESTO A CASA" con a fianco un cuore rosso stilizzato.
Grazie all'iniziativa "Il teatro non si ferma. Natale all'idea", tra il 29 dicembre 2020 e il 3 gennaio 2021 viene trasmesso su Tele Radio Sciacca lo spettacolo "Vergine Madre" dal teatro "L'Idea" di Sambuca di Sicilia, di e con Lucilla Giagnoni in un viaggio nei canti della Divina Commedia, a 700 anni dalla morte del poeta fiorentino.
Molte sono state le trasmissioni del palinsesto dedicate alla storia e al patrimonio storico-culturale di Sciacca, in particolare quelle dedicate al Caso di Sciacca e al tragico incidente del 1923 del dirigibile francese Dixmude al largo delle acque saccensi. Riguardo a questo avvenimento, l'emittente ha dedicato nell'aprile 2014 una puntata della rubrica Incontri con Francesco Fauci e, poi, nell'agosto 2021 ha trasmesso in diretta un convegno presediuto dal giornalista di TRS Accursio Soldano, con il politico Calogero Mannino e la scrittrice Jacqueline Di Carlo.
Nel gennaio 2022 l'emittente non è presente nella graduatoria, pubblicata nel sito del Ministero dello Sviluppo Economico, riguardo alle emittenti concessionarie di un canale nel nuovo digitale terrestre con tecnologia Dvbt-2. 
Dal 2 maggio 2022 dello stesso anno Tele Radio Sciacca sospende i suoi canali televisivi e radiofonico e mantiene attivo il suo sito web di notizie. A partire da tale data il notiziario di TRS viene trasmesso in condivisione sul canale televisivo Alpa Uno (LCN 86) con sede ad Alcamo negli orari 14:30, 17:30, 19:30, 22 e 01:30. Successivamente su Alpa Uno vengono proposti altri programmi dell'emittente saccense come "La Giostra". Contestualmente durante la programmazione dei programmi e spazi pubblicitari di TRS su Alpa Uno viene riportato anche il logo "TRS Production".
Cessa le sue trasmissioni il 23 gennaio 2024 e il 12 febbraio 2024 segue il comunicato che rende note la liquidazione dell'azienda Tele Radio Sciacca.  
In quel momento presidente del CdA è stato Gaetano Piro, il direttore del telegiornale Sino Mazza, mentre il direttore del radiogiornale è stato Toni Fisco. 

## Canale televisivo

### Modalità di trasmissione
I canali TRS facevano parte del MUX Tele Radio Sciacca, che trasmetteva presso il canale 33 UHF con frequenza di 570 MHz e comprende anche i canali Studio 98, TeleSud Trapani, RMK-TV ed RMK 24H NEWS. Tale rete è irradiata da quattro postazioni: Capo San Marco, Monte Kronio-San Calogero, Calvario (Santa Margherita) e Villaseta Poggio Giache (Agrigento).
I comuni delle province di Trapani ed Agrigento che ricevevano il segnale dei canali radio e TV dell'emittente erano pertanto (in ordine alfabetico): Agrigento, Alessandria della Rocca, Bivona, Burgio, Calamonaci, Caltabellotta, Campobello di Mazara, Castelvetrano, Cattolica Eraclea, Cianciana, Contessa Entellina, Gibellina, Lucca Sicula, Menfi, Montallegro, Montevago, Partanna, Poggioreale, Porto Empedocle, Realmonte, Ribera, Salaparuta, Salemi, Sambuca di Sicilia, Santa Margherita di Belice, Santo Stefano Quisquina, Sciacca e Villafranca Sicula.

### Caratteristiche generali
Tele Radio Sciacca, insieme all'allora contendente Tele Radio Monte Kronio, operava nel contesto del territorio di Sciacca (talvolta anche dei comuni limitrofi), presso cui - si ricordi - aveva sede. La sua rete televisiva, prima del 2 maggio 2022 (passaggio delle reti locali a codifica MPEG-4), si componeva dei seguenti canali:
- Tele Radio Sciacca, registrato dal LCN sul canale 19 del digitale terrestre[15];
- TRS Sole. Nato il 10 luglio 2012 e registrato sul canale 611, il canale offre perlopiù repliche della prima rete[16].

La sua programmazione, oltre che all'affiliazione di network terzi (attualmente è affiliata alla syndication di Port Tv), prevedeva anche contenuti di creazione della stessa emittente, proponendo digressioni sull'economia, artigianato di Sciacca ed hinterland, show cooking locali, approfondimenti culturali-scientifici (degno di nota è il documentario a puntate L'Arte della Guerra), quiz televisivi e persino la diretta del Consiglio Comunale.
Il suo appealing però lo raggiungeva durante la trasmissione del notiziario pomeridiano con appuntamento fisso tra le 14:00 e le 14:30 circa (e supportato da repliche serali e notturne) e con le maratone in diretta dedicate alle feste cittadine, prime fra tutte quella dedicata alla Processione della Madonna del Soccorso e al caratteristico Carnevale di Sciacca.
Prima del passaggio dalla televisione analogica a quella digitale, avvenuta definitivamente in Sicilia (e dunque anche a Sciacca) nel 2012, era disponibile anche la funzione TeleVideo, che riportava le notizie più importanti dall'hinterland saccense (generalmente i comuni coperti dal segnale della reti televisive e radiofonica), gli orari delle farmacie di turno sul territorio di Sciacca e dei bus comunali e regionali che partivano da/per Sciacca o i comuni limitrofi.

### Conduttori di punta
- Toni Fisco
- Accursio Soldano
- Francesca Gallo
- Michele Temine
- Don Gino Faragone
- Francesco Fauci
- Giovanni Giaimo

### Programmazione
Oltre agli spazi di televendita e l'affiliazione ad altri network; Tele Radio Sciacca si era promossa come creatrice di contenuti propri, a cadenza settimanale e di approfondimento vario:
- TG TRS, unico appuntamento quotidiano della rete, fisso dal lunedì al sabato alle 14 e con durata di 30 minuti circa. Prima del suo inizio, solitamente 10 secondi prima, veniva proceduto dal format "L'Ora Esatta", che mostra l'ora attuale su uno pseudo-orologio analogico bianco al centro dello schermo su uno sfondo azzurro. Fra le sottorubriche del notiziario si ravvisano "Le vostre segnalazioni" (relative a disagi segnalati dai telespettatori del notiziario) e la non meno significativa "Un libro al giorno", curata da Francesca Gallo e Accursio Soldano. Dopo la fine solitamente veniva accompagnato dal meteo (curato da Francesco Fauci) e dalla versione LIS per i non udenti. Le repliche del TG sono alle ore 02, 07, 10, 12, 17, 19:30, 22;
- Box News, con appuntamento domenicale, sostituiva il notiziario quotidiano, proponendosi come una raccolta delle più importanti notizie della settimana;
- Arte & Artisti, condotto dalla giornalista Francesca Gallo, a cadenza settimanale, pubblicizzava per lo più mediante interviste, l'arte locale nelle sue sfaccettature. L'intro del programma durava 12 secondi e conteneva un estratto della canzone dei Queen "Bohemian Rhapsody" e recita precisamente la strofa <<I see a little silhouetto [...] Galileo>>;
- Argos, condotto da Michele Termine, faceva una panoramica del patrimonio culturale ed ambientale, con un occhio particolare su paesaggi, artigianato, agricoltura, musei della Sicilia;
- La Giostra, approfondimento sulle tematiche socio-politiche del momento condotto sempre da Michele Termine, che opportunamente poneva delle domande all'ospite della puntata;
- Gli Speciali di TRS, a tematica varia ed incentrata sulle mostre, eventi ed associazioni culturali del paese. Uno speciale assai ricorrente è quello sulla diretta del Carnevale di Sciacca con la conduzione di Simona Giacone e la partecipazione di Giovanni Giaimo;
- Cuore VerdeNero, durante la quale venivano mostrate le partite del passato dello Sciacca Calcio più importanti;
- Signore, da chi andremo?, approfondimento settimanale religioso condotto da don Gino Faragone della Parrocchia della Perriera;
- Due Amici al Bar, programma storico dell'emittente e condotto da Alfredo Buonocore (socio-fondatore dell'emittente), che si dilettava all'interno degli spazi del Gran Caffè delle Terme in un colloquio semi-serio con un ospite della politica, spettacolo e società saccense[17]. La sigla del programma è una cover del brano Acquerello di Toquinho;
- Sciacca Vista, mandata in onda alla fine degli anni Duemila, la trasmissione era condotta dalla giornalista Francesca Gallo, coadiuvata da personalità scientifiche del territorio (quali geologi, storici, architetti...), e cercava di far riscoprire le beltà architettoniche sul territorio saccense. La sigla iniziale faceva una panoramica sugli edifici storici di Sciacca (come il Duomo) ed era accompagnata da una traccia di musica classica tratta dal Concerto Brandeburghese n.3 di Bach;
- Babele, raccontava l'arte con un tono divulgativo;
- L'arte della Guerra, a cura di Franco Iacch, produzione settimanale più ambiziosa della rete ed era incentrata sulle tecnologie presenti e future della guerra;
- Incontri, rotocalco culturale;
- Ridi che ti passa, che presentava dopo il telegiornale pomeridiano le scenette del duo comico locale composto da Luca La Barbera e Massimo Napoli[18].
- Io canto, concorso canoro, andato in onda per tre edizioni nei primi anni duemila negli spazi di Contrada San Marco.

### Circuiti televisivi correlati all'emittente
L'emittente era arricchita nei suoi palinsesti dalle programmazioni prodotte da syndication e circuiti televisivi locali e nazionali.
Nel 2021 l'emittente risultava essere affiliata principalmente ai circuiti:
- ACI (Automobile Club d'Italia), trasmettendo sull'emittente siciliana ACI Sport Magazine (notizie dal mondo dello sport), ACI Storico (approfondimento sulle auto d'epoca), On Race Tv (automobilismo), Go Kart TV;
- Odeon Tv/Gold Tv, con Safe Drive-Guida ai motori e Dema Show;
- Canale Italia, con In TV I piaceri della vita e We Can Dance, entrambe improntate sul mondo della musica;
- DIRE, con TG Cultura (precedentemente nel 2020 anche con TG Gambero Rosso e TG Pediatria);
- Dreamlight Srl., trasmettendo Borgoitalia, incentrato sul patrimonio paesaggistico e storico-artistico italiano;
- TeleRomagna, trasmettendo Romagna Mia (paesaggi e spettacoli dall'Emilia Romagna), Tutto Bene Tv (salute e benessere) e A Tutta Bici (magazine di ciclismo);
- Trentino Tv, con BuonAgricoltura;
- Pubbljmage, trasmettendo perlopiù le gag satiriche e demenziali della comica palermitana Giusy Randazzo nelle trasmissioni Le Tigri e Asintomatk Show e poi anche l'approfondimento socio-politico Papavero Magazine;
- European Indie Music Network, con Euro Indie Music Weekly Magazine sulle novità della musica indie europea[19].

Tra le trasmissioni storiche non autoprodotte va anche menzionata la trasmissione partenopea di show canoro Millevoci, in onda dal 2015 sino al 2021.

## Canale radio
La programmazione radiofonica di Tele Radio Sciacca era ascoltabile da Sciacca e i comuni del Belice in FM alla frequenza di 104 MHz/96.6 MHz oppure in radiovisione dal sito web. Trasmettendo solo in minima parte programmi pre-registrati, le produzioni radiofoniche sono state affiancate da speaker molto affabili, spesso anche giornalisti presso la redazione televisiva (come per esempio Joe Prestia), e da musica principalmente di genere pop e adult contemporary.
Tra le tante programmazioni prodotte è da segnalare la trasmissione ammiraglia "Il dolce risveglio di Accursio Falco", talk show quotidiano di intrattenimento in onda da circa 30 anni con richieste, dediche e saluti da parte dei radioascoltatori.
Il jingle della radio, prima della chiusura, è stato composto dallo slogan "TRS, vortice di emozioni", accompagnato dalla traccia audio Voodoo People dei The Prodigy oppure da Love Sex American Express del Dj Cristian Marchi.

### Storia

#### 1976-1980: l'esperimento Radio Sciacca Terme
Suggestionati dall'ondata delle radio libere che a metà degli anni '70 imperversava tutta la penisola italica, alcuni giovani saccensi il 24 luglio 1976 decisero di aprire una nuova realtà radiofonica. Il nome dell'emittente è Radio Sciacca Terme e trasmisero sulla frequenza 104 MHz, tanto è vero che il suo nome alternativo fu RST 104.
L'emittente cambierà sede più volte: da via Lido ci si sposta prima all'interno della torre del campanile della Chiesa di San Michele, poi in Via Olivella ed infine in Via Amendola. 

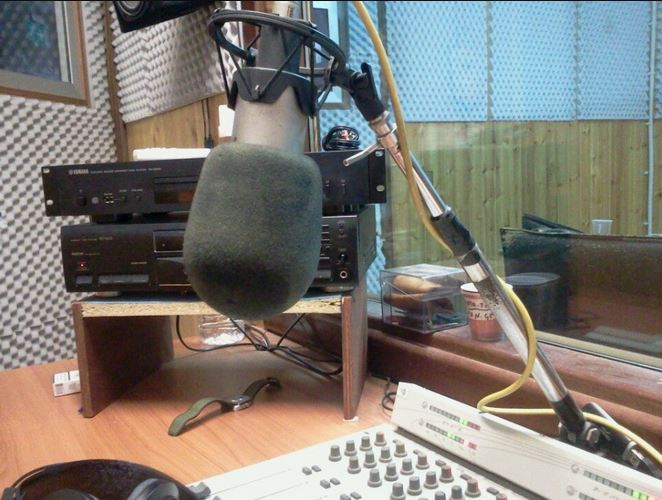
Scatto dello studio di registrazione di TRS Radio

Fra i primi programmi si ricordano: il radiogiornale, "RST e lo Sport" dedicato alla radiocronaca dello Sciacca Calcio, "Pi Scuncica" condotto dal giornalista Sino Mazza con la partecipazione del cantante folk Paolo Ciancimino e del poeta dialettale Ignazio Russo.

#### 1980-2024: TRS Radio
L'esperimento Radio Sciacca Terme venne sciolto il 5 settembre 1980 per dare origine ad un progetto più ambizioso, Tele Radio Sciacca, composito di canale Radio e TV.
Nelle indagini d'ascolto ISAR del 1983 risulta tra le radio più ascoltate in provincia di Agrigento; nel biennio 1983-1984 il palinsesto di TRS Radio si arricchisce della programmazione del circuito radiofonico regionale Rete Sicilia Network e successivamente Rete FM Network, mentre tra il 1986-1987 entra a far parte come emittente affiliata del circuito nazionale Tirradio.
Fra i programmi del decennio 2010-2020 è da ricordare, per importanza, Radio Trampa e Nessuno allo Stadio.
Radio Trampa è stato un programma radiofonico, condotto da Accursio Soldano, che discuteva sulla musica indipendente e underground perlopiù italiana, talvolta con esibizione dal vivo dei cantanti e delle band trattati. La diretta dagli studi radiofonici è stata proposta in contemporanea, all'interno del palinsesto del canale principale televisivo della rete, col nome di Radio Trampa TV.
Nessuno allo Stadio, invece, era un programma di approfondimento calcistico dove il conduttore radiofonico Mauro Piro analizzava i fatti coevi più salienti ed intervistava i personaggi dello sport col pallone, fra cui figurano persino Maurizio Compagnoni e Francesco Cosatti.
Da maggio 2022 fino a febbraio 2024 ha trasmesso le trasmissioni di "Radio Studio + Sicilia", emittente radiofonica caratterizzata da musica dance pop.

## Sito web e social media
La pagina web ufficiale permette la fruizione, oltre della radiovisione, della funzione on-demand dei notiziari e delle puntate degli show, nonché di una sezione di articoli riguardanti i fatti quotidiani della cittadina, suddivisi in un apposito menù a tendina in varie categorie in: Cronaca, Politica, Sport, Cultura, Agricoltura/Pesca, Provincia, Sicilia. Contiene anche una sezione dedicata ai cenni storici sull'azienda e, quasi alla fine della pagina della Home, i trafiletti sul meteo locale e sulle farmacie di turno di Sciacca.
Dal punto di vista informatico, il sito web poi è stato creato con la tecnologia Windows Communication Foundation ed è caratterizzato da una versione 3 HTML e da un UTF-8 come character set. Per quanto riguarda la sua cronologia, grazie al portale online Archive.org, è possibile visualizzare l'archivio dei metadati del sito dell'emittente (la capacità di caching è però parziale, poiché trattasi di sito web "minore"), da quelli relativi all'anno 2001 fino a quelli presenti.
L'emittente ha una pagina attiva su Facebook, che posta simultaneamente gli stessi contenuti del sito web, con un'unica differenza: in contenuti in diretta possono essere visualizzati univocamente dal sito web.
L'emittente gestisce, infine, un archivio dei programmi più recenti su Youtube e su Twitter.

## Premi e riconoscimenti
- Premio Concorso Internazionale Giornalisti del Mediterraneo 2009 al giornalista Accursio Soldano per la trasmissione "15 Minuti" dedicata a problematiche sociali, tra cui la mafia e la pedofilia[26][27].
- Premio Alessio di Giovanni per la trasmissione "Incontri", da parte dell'Accademia teatrale di Sicilia.